# Michael Benson
Michael Benson, né le 31 mars 1962, est un réalisateur et écrivain américain ayant vécu à Ljubljana (Slovénie) jusqu'au début des années 1990.
Il réalisa un documentaire, Predictions of Fire (Prerokbe Ognja) avec le mouvement Neue Slowenische Kunst (NSK). Il rédigea un livre, Beyond : Visions of the Interplanetary Probes.